# Température de couleur
Pour les articles homonymes, voir Température (homonymie).

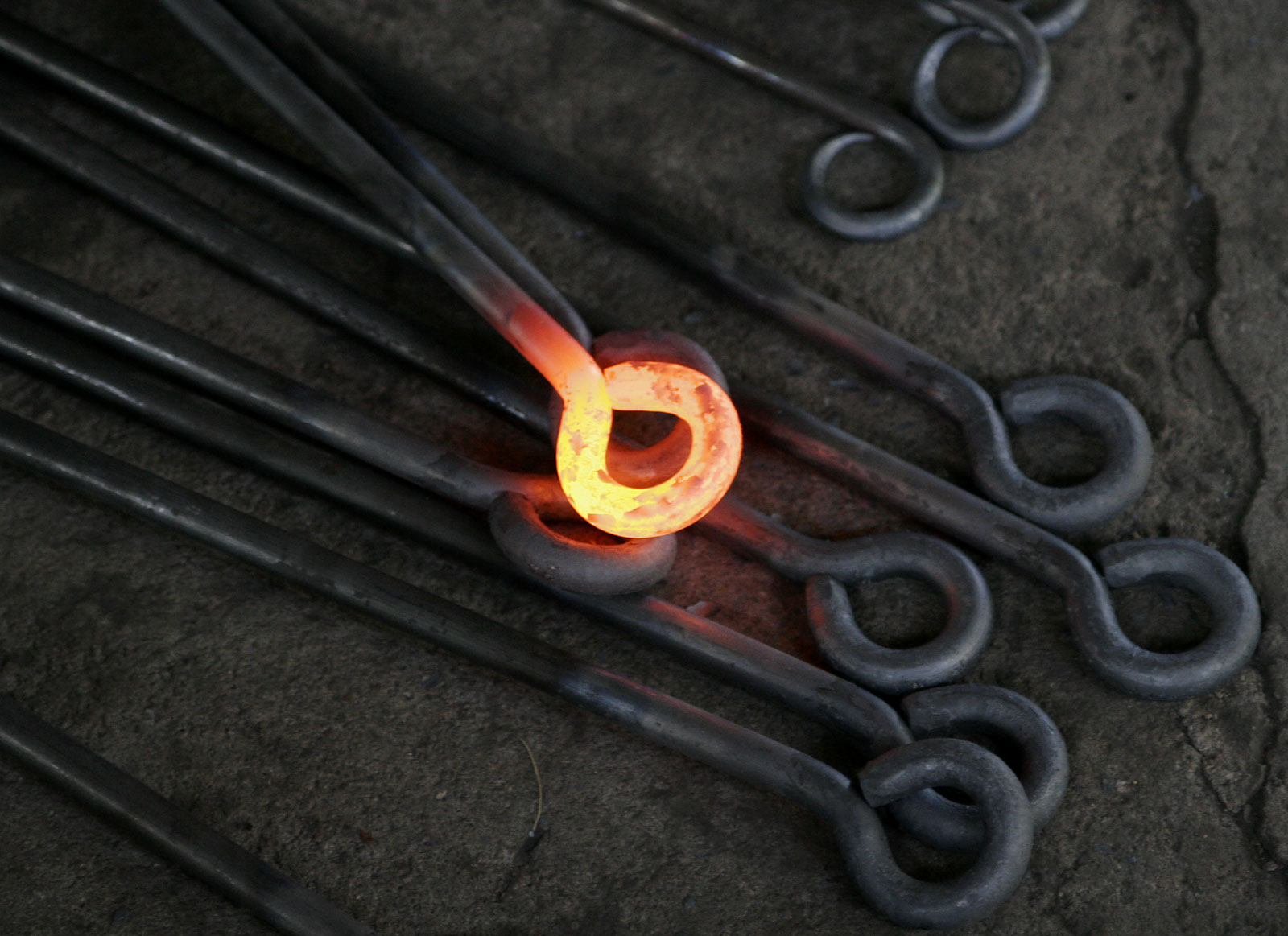
Le métal incandescent émet un rayonnement visible comparable à celui d'un corps noir : sa couleur et son intensité dépendent de sa température.

La température de couleur caractérise la couleur d'une source lumineuse : elle est la température du corps noir (ou radiateur de Planck) dont l'apparence visuelle serait la même que celle de la source,. Généralement, la couleur des sources ne correspond pas exactement à une des couleurs du corps noir, la température de couleur proximale, est alors définie comme la température du corps noir dont l'apparence visuelle serait la plus proche de celle de la source. Le radiateur de Planck peut être considéré comme une source chauffée qui reste à l'équilibre thermique en libérant de la chaleur uniquement par rayonnement.

Représentation de la couleur du rayonnement d'un corps noir à une température entre 800 et 12200 K.

En astronomie et en thermométrie, la mesure de la luminance énergétique sur deux bandes du spectre permet de déterminer la température de la source si on forme l'hypothèse qu'elle diffère peu de celle du corps noir.
La température de couleur est le plus souvent exprimée en kelvins (unité du Système international), de symbole K. Toutefois, on utilise parfois la température inverse en mireds (ou mégakelvins inverses).

## Évaluation de la température de couleur proximale
La température de couleur proximale est la température du corps noir qui a la chromaticité la plus proche de celle de la source étudiée.

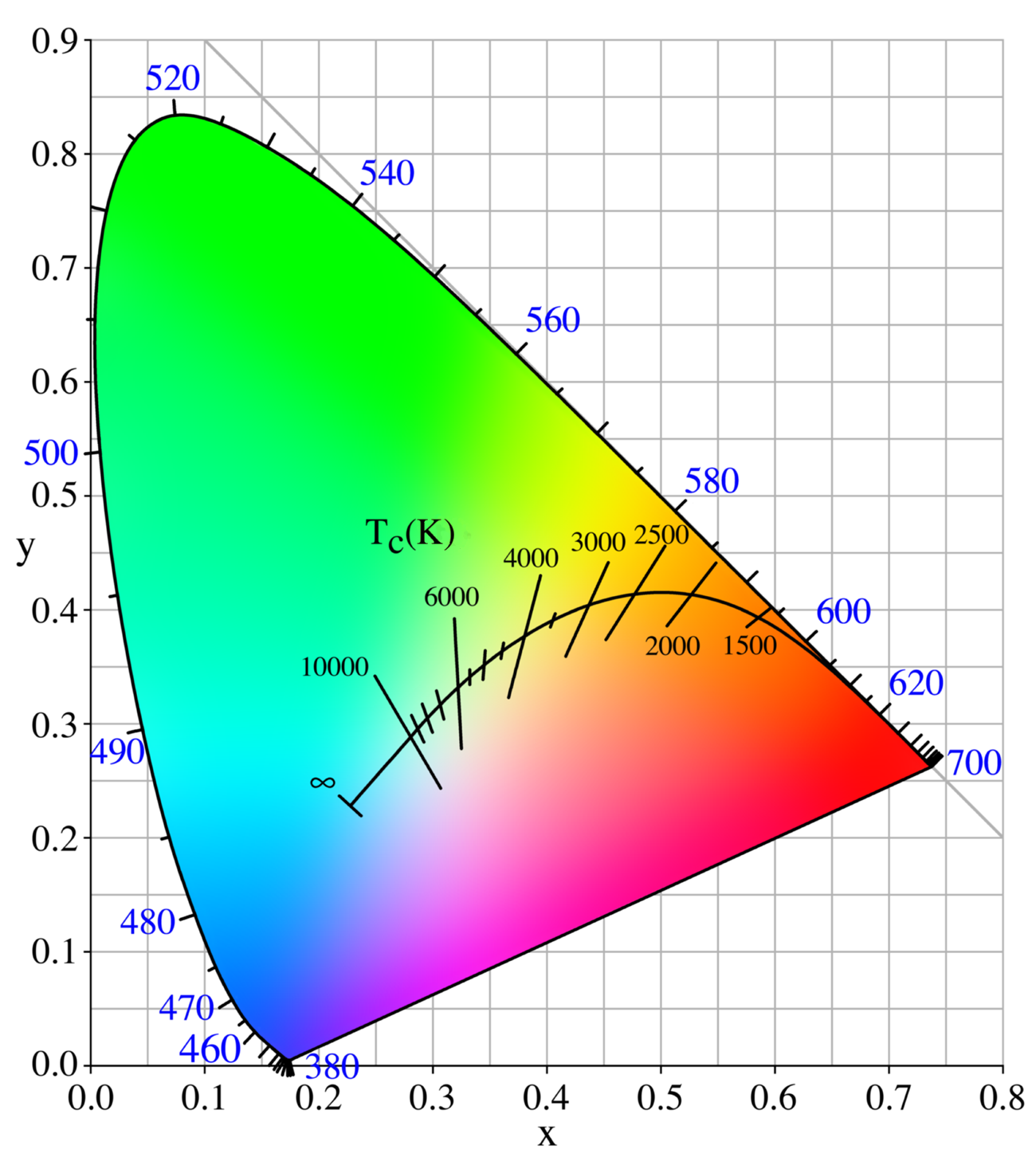
Diagramme de chromaticité xy du système colorimétrique CIE 1931 XYZ situant le lieu du corps noir, avec indication des droites isotempérature.

Le spectre électromagnétique d'émission des sources lumineuses s'éloigne parfois considérablement du spectre calculé pour le corps noir. Même celui de la lumière du jour présente avec celui-ci des différences notables. La norme Afnor NF X 08-017 de juin 2016 décrit la « méthode d'évaluation de la température de couleur proximale des sources de lumière ».  Elle remplace la norme expérimentale Afnor XP X08-017 de décembre 2011.
À partir de la répartition spectrale de la source (pour n'importe quelle grandeur énergétique qui peut être mesurée), il faut d'abord calculer les composantes dans le système colorimétrique CIE 1931 XYZ avant d'obtenir les coordonnées u et v dans le système colorimétrique CIE 1960 UVW. Les droites de température constante (ou isotempérature) sont normales au lieu du corps noir dans le diagramme de chromaticité uv. Après s'être assuré que la température de couleur proximale est bien comprises entre 1 666,7 K et 10 000 K, la méthode consiste à trouver, par une méthode itérative, la droite isotherme qui passe par le point représentatif de la chromaticité de la source. Ne reste plus qu'à vérifier que l'écart de chromaticité ΔC entre la source et le corps noir de même température de couleur ne pas la valeur 0,05 en valeur absolue, sans quoi aucune température de couleur proximale ne peut être attribuée.

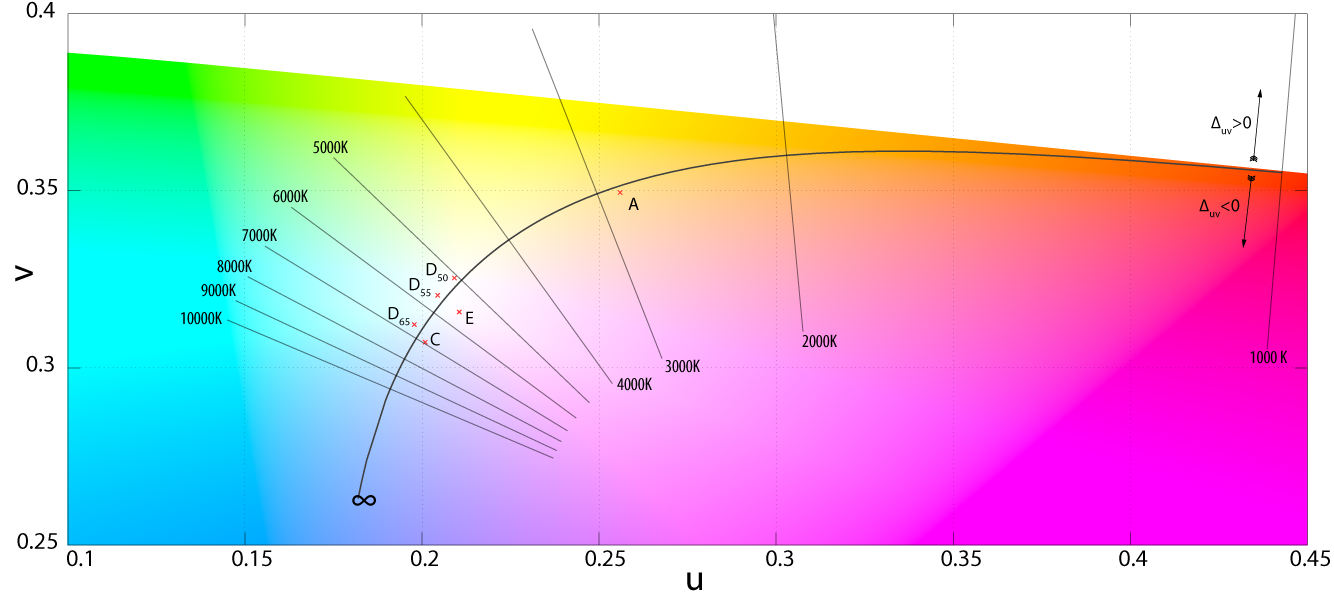
Lieu du corps noir et droites isotempérature dans le diagramme de chromaticité uv du système colorimétrique CIE 1960 UVW.

### Température de couleur et température effective

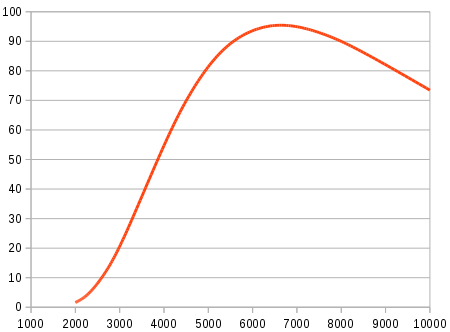
Efficacité lumineuse du corps noir. En abscisse, la température de couleur en kelvins, en ordonnée l'efficacité lumineuse en lumens par watt.

La température de couleur d'une source lumineuse est la température du corps noir à l'équilibre thermique qui aurait la même chromaticité que la source. Le corps noir est un modèle mathématique qui décrit une surface idéale qui absorberait tous les rayonnements, et n'émettrait que par rayonnement thermique.
La température de couleur d'une source n'a de rapport avec la température effective de l'élément lumineux que si elle produit de la lumière par incandescence : flamme, lampe à incandescence, lampe à arc, lumière solaire, etc. Toutefois, les sources à incandescence, y compris les arcs électriques et la lumière des étoiles comme le soleil, ne rayonnent qu'approximativement comme le corps noir. Souvent, et notamment dans le cas des métaux, leur température de couleur proximale peut être supérieure à la température effective et la répartition spectrale n'est pas exactement celle que prévoit la loi de Planck.
Il est néanmoins intéressant de calculer l'efficacité lumineuse du rayonnement du corps noir (rapport entre le flux lumineux et la puissance rayonnée totale) exprimé en lumens par watt. La fréquence du maximum d'émission du corps noir et sa radiance croissent avec la température ; la première lui est proportionnelle, la seconde proportionnelle à sa puissance quatrième. De ce fait, quand la température est trop faible, la plus grande partie de la faible énergie rayonnée est invisible, ce sont des infrarouges. Quand le maximum de radiance rentre dans la zone visible, l'efficacité augmente rapidement. Quand le maximum de radiance sort de la zone visible, une part croissante de la puissance est invisible, ce sont des ultraviolets. Comme la radiance totale continue à croître et qu'une grande partie du rayonnement est encore visible, l'efficacité lumineuse diminue lentement. L'efficacité lumineuse maximale du corps noir se situe vers 6 500 K, à environ 95 lumens par watt.
Pour les sources luminescentes (lampes à décharge, lampes à diodes électroluminescentes, etc.), la température est nettement inférieure à la température de couleur : leur spectre d'émission, plus concentré dans les régions de la lumière visible, diffère considérablement de celui du corps noir. En effet, une lampe à LED peut fournir une température de couleur de 6000 K alors que sa température est à peine supérieure à celle de la température ambiante.

### Températures de couleur de sources courantes
La couleur d'une source lumineuse artificielle varie du rouge orangé de la flamme d'une bougie (1 850 K) au bleuté (9 000 K) d'un arc électrique. Celle de la lumière du jour varie entre 4 000 et 7 500 K selon qu'il s'agisse du soleil direct ou d'un éclairage à l'ombre, d'un temps couvert ou dégagé, de la hauteur du soleil sur l'horizon. Les spectres de la lumière du jour, dans différentes circonstances, sont difficiles voire impossibles à reproduire en lumière artificielle. L'illustration ci-dessous représente différentes températures de couleur pour des sources lumineuses naturelles et artificielles comprises entre 1 000 et 10 000 K.

### Indice de rendu des couleurs
La couleur des objets éclairés dépend du produit, longueur d'onde par longueur d'onde, de l'éclairement énergétique par le coefficient de réflexion diffuse de l'objet. Deux spectres différents peuvent donner la même couleur par métamérisme, tandis que deux sources de même température de couleur peuvent donner deux couleurs différentes lorsqu'elles éclairent un même objet.
L'indice de rendu des couleurs (noté IRC, Ra, Ra8, etc.), défini par la recommandation Afnor FD X08-018, ou le television lighting consistency index (noté TLCI), défini par la norme EBU R 137, permettent, en complément de la température de couleur proximale, de caractériser la qualité de la lumière fournie par une source. Les méthodes sont similaires de pour ces deux critères, les échantillons colorés diffèrent.

## Différence de température de couleur

Nomogramme de calcul de la différence de température de couleur en mireds

On définit le mired ou mégakelvin inverse (MK-1) comme un million de fois l'inverse de la température de couleur, {\displaystyle {\frac {10^{6}}{T_{C}}}}. Cette unité de température inverse est utilisée en photographie pour exprimer des différences de température de couleur. Une source ayant une petite différence en mireds avec la lumière principale, blanche par définition, apparaîtra approximativement de la même couleur, quelle que soit la température de couleur de la lumière principale, dans le domaine usuel de l'éclairage, de 2 500 K (400 MK−1), à 8 000 K (125 MK−1). Pour la corriger, on lui ajoutera le même filtre correcteur.
Dans une lumière TC 3 200 K, une source à 2 790 K présente, à peu près, la même apparence visuelle qu'une source de TC 5 000 K dans une lumière principale de TC 6 500 K :
- 3 200 K font 312 MK−1, 2 790 K font 358 MK−1 ; différence : +46 MK−1.
- 6 500 K font 154 MK−1, 5 000 K font 200 MK−1 ; différence : +46 MK−1.

Le seuil à partir duquel un observateur ordinaire décèle une différence de température de couleur entre deux éclairants est de 5,5 MK−1 dans des conditions de laboratoire proches de celles d'un spectacle.
- Une fenêtre est éclairée par une lumière du jour indirecte, TC 6 700 K, soit 149 MK−1. Un éclairage complémentaire devra avoir une température de couleur comprise entre 155 et 144 MK−1, soit entre 6 450 et 6 900 K.
- Une scène de théâtre est éclairée par des bougies, TC 1 750 K, soit 571 MK−1. Pour éclairer les fonds, de sorte qu'ils semblent aussi éclairés à la bougie, l'éclairage complémentaire devra avoir une température de couleur comprise entre 577 et 566 MK−1, soit entre 1 730 et 1 770 K.

En général, une petite correction de couleur est encore nécessaire, particulièrement pour les écarts importants, et aussi pour compenser les différences de spectre et les particularités du local.

## Sensation visuelle

### Diagramme de Kruithof

Diagramme de Kruithof.

Au milieu du XXe siècle, Arie Andries Kruithof (en) a utilisé des lampes à incandescence et des tubes fluorescents pour produire des éclairages d'intensité et de température de couleur contrôlables, sans toutefois indiquer sa méthode expérimentale. Il en a conclu que la zone de confort varie. Les éclairements faibles sont selon lui plus agréables avec des températures de couleur relativement basses. Des expériences plus récentes ne valident que partiellement ses conclusions, tandis que d'autres réfutent le lien entre éclairement, température de couleur et confort visuel  ; cependant, on se sert fréquemment du diagramme de Kruithof (en) pour choisir l'éclairage d'un lieu.

### Éclairage «chaud» et «froid»
On parle souvent de couleur « chaude » quand elle tire vers l'orangé, et de couleur « froide » lorsqu'elle tire vers le bleu. Ces termes remontent à une époque où les artistes s'appuyaient uniquement sur leur perceptions et leur expérience du mélange des pigments, deux siècles avant les débuts de la colorimétrie. Une lumière chaude correspond à un éclairage à la bougie ou avec une lampe à incandescence, avec une température de couleur plus basse que celle d'une lumière froide, comme celle du jour. Cette contradiction s'explique par le fait que les sources de lumière chaude, dont la température est basse, rayonnent plus d'infrarouges, ressentis sur la peau comme de la chaleur, que d'énergie lumineuse. Une bougie chauffe plus qu'elle n'éclaire. Une lumière froide, comme celle d'une fenêtre ouvrant vers le nord (dans l'hémisphère nord), sans soleil direct, donne au contraire beaucoup de lumière, sans sensation de chaleur.

## Normalisations

### Législation française
L'arrêté du 27 décembre 2018 relatif à la prévention, à la réduction et à la limitation des nuisances lumineuses impose, pour les éclairages extérieurs, que la température de couleur ne dépasse pas la valeur maximale de 3 000 K en agglomération et hors agglomération. Dans le périmètre des cœurs de parcs nationaux classés par les décrets de création des parcs nationaux mentionnés aux articles L. 331-2 du même code, les températures de couleur maximales de l'éclairage sont de 2 700 K en agglomération et de 2 400 K hors agglomération.

### Recommandation
Pour l'éclairage des plans de travail, l'éclairement lumineux recommandé varie ainsi avec la température de couleur. Pour les écrans, la recommandation sRGB, en infographie, tout comme les recommandations ITU-R BT 709 et ITU-R BT 2020, en télévision, définissent le blanc D65 (daylight 6500 K) comme blanc de référence.
Dans les musées, comme dans les lieux où une bonne vision des couleurs est nécessaire, un éclairement assez important associé à une température de couleur élevée est souhaitable ; mais l'intensité des rayonnements lumineux bleus et ultraviolets est un facteur connu de la détérioration des pigments les plus fragiles et de la prolifération de moisissures qui attaquent la surface des œuvres. Ce qui est admissible pour une exposition temporaire ne l'est pas nécessairement pour une longue durée. L'apparence des couleurs dépend de l'éclairage ambiant, qui n'est pas nécessairement identique à celui du tableau ; le rendu de la peinture à l'huile dépend aussi dans une large mesure de la direction de la lumière incidente. L'éclairage des tableaux est une question d'interprétation, tenant compte éventuellement de la lumière du lieu pour lequel ils ont été créés, dont la température de couleur n'est qu'un des aspects.

### Marquage des lampes

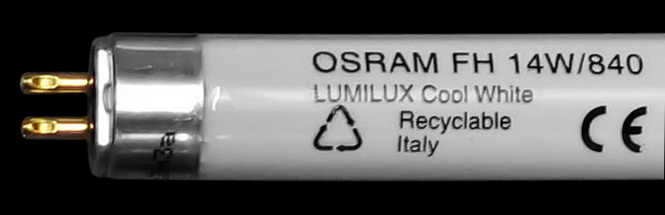
Tube fluorescent avec un marquage 840 indiquant un indice de rendu de couleur de 80 à 89 et une température de couleur de 4000 K (blanc neutre).

Les fabricants d'éclairage à tube ou lampe fluorescente et à LED proposent différentes températures de couleur. On trouve sur ces lampes un code à trois chiffres qui condense l'indication de la température de couleur proximale et de l'indice de rendu de couleur (IRC). L'indice de rendu de couleur indique la capacité d’un éclairage à restituer les couleurs d’un objet par rapport à celles produites avec une source équivalent à un corps noir de même température de couleur. Le premier chiffre du code est celui des dizaines de l'IRC, les deux suivants les deux premiers de la température de couleur.
La plupart des lampes fluocompactes vendues au grand public ont le code 827.
- 8 indique un IRC entre 80 et 89 % ;
- 27 indique une température de couleur à 2 700 K.

Ces lampes ont donc un rendu de couleur correct et une température de couleur proche de celle des lampes à incandescence.
On trouve des lampes avec les codes 830, 840, 865 désignant des lampes à 3 000, 4 000 ou 6 500 K (lumière du jour). Pour des travaux de précision (prothétique dentaire, imprimerie, textile, muséographie, photographie, tables lumineuses), on choisit des lampes marquées 9xx (930, 940, 950 et 965 de température de couleur 3 000, 4 000, 5 000 ou 6 500 K), avec un IRC supérieur à 90 %, avec un moindre risque de métamérisme.

## Appareils de mesure
Les spectrocolorimètres permettent, à partir de la mesure de la répartition de l'éclairement énergétique ou de la luminance énergétique, de déterminer toutes les propriétés colorimétriques de la source.
Les thermocolorimètres utilisés en photographie indiquent la température de couleur de la source, permettant de choisir un filtre optique compensateur, avec l'indication du filtre correcteur de couleur nécessaire qu'il faut y ajouter, par exemple 10 M. Cette température de couleur diffère de la température de couleur proximale d'autant plus que la correction supplémentaire est importante. Comme on le voit sur le diagramme, les lignes de même température de couleur proximale ne se dirigent pas vers la position des primaires.
Pour mesurer la température d'un corps en thermométrie infrarouge, on mesure la puissance des émissions dans deux bandes infrarouge choisies dans le domaine le plus pertinent par rapport à la plage de température que l'on veut mesurer. Le rapport trouvé entre les émissions d'un corps noir dans ces deux bandes varie selon sa température. On assimile l'objet à un corps noir, et le résultat obtenu à une mesure de température.
En astronomie, on procède de même avec des lumières qui ne sont pas nécessairement dans le spectre visible. On mesure les intensités dans deux bandes spectrales, et la température de couleur est celle du corps noir dont l'émission dans ces bandes serait dans le même rapport, déterminée grâce au diagramme de Hertzsprung-Russell. La température effective de l'astre émetteur n'est égale à cette mesure que si son spectre n'est pas trop distordu par des bandes d'absorption ou d'émission. La température de couleur des étoiles définit leur type spectral (TVF). La Température d'équilibre à la surface d'une planète est la température théorique d'une planète considérée comme un corps noir. On peut obtenir des températures de couleur beaucoup plus diverses qu'en éclairage. Les étoiles de type O ont une température de surface supérieure à 25 000 K. L'éclair de la foudre atteint 30 000 K.